# تئاتر ترسا کارنو

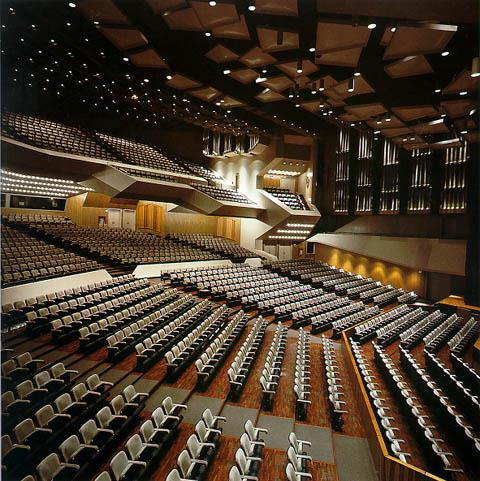
نمایی داخلی از سالن اصلی تئاتر ترسا کارنو.

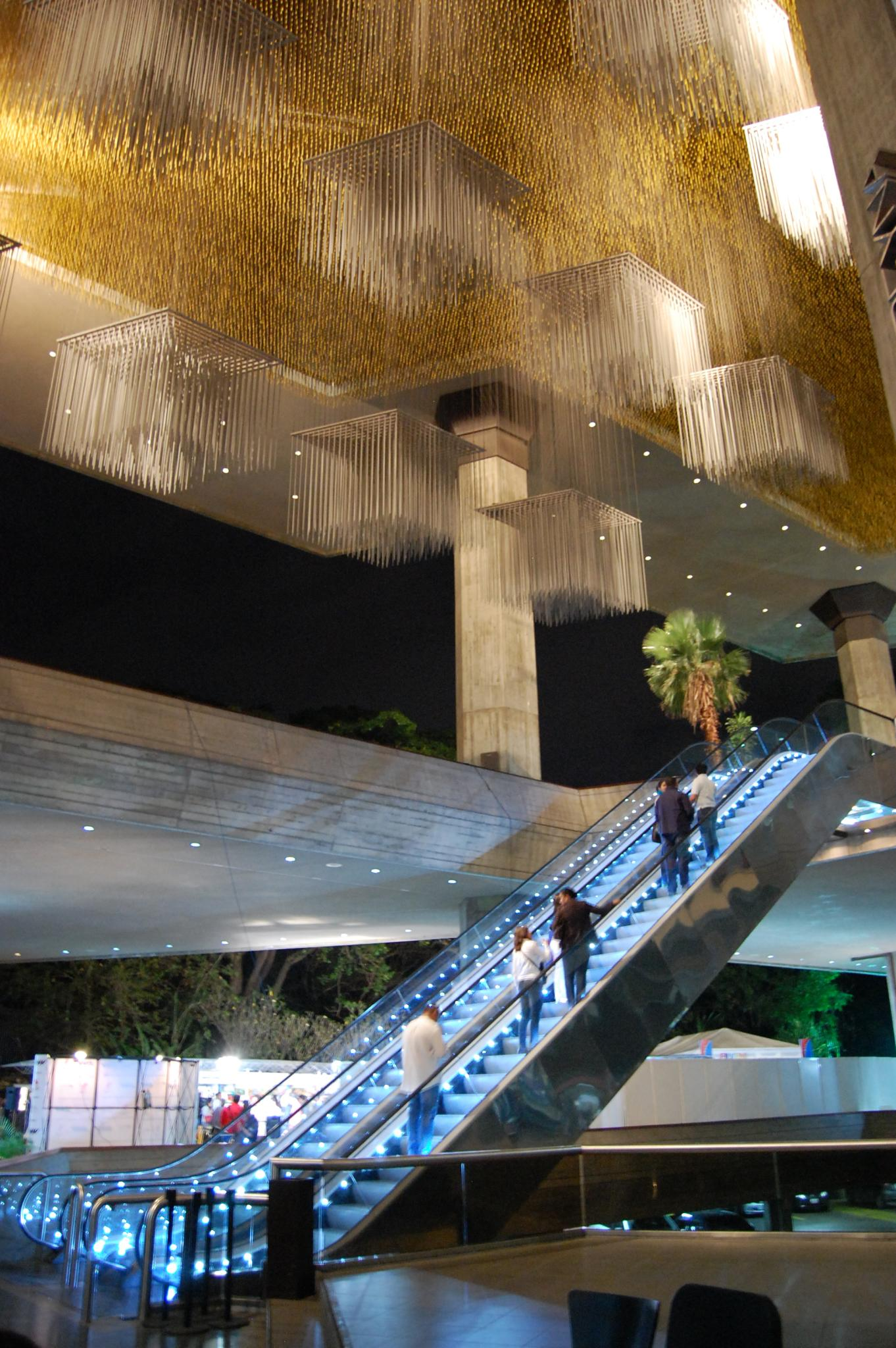

تئاتر ترسا کارنو (به اسپانیایی: Teatro Teresa Carreño) بزرگ‌ترین مجموعه نمایش تئاتر، باله و اجراهای زنده در ونزوئلا است. این مجموعه در شهر کاراکاس واقع شده‌است.
تئاتر ترسا کارنو، به افتخار ترسا کارنو، پیانیست برجستهٔ ونزوئلایی، نام‌گذاری شده‌است.